# Tempio della Fortuna Respiciens
Il tempio della Fortuna Respiciens era un tempio dell'antica Roma, posto sulle pendici orientali del colle Palatino.
Era citato nei Cataloghi regionari del IV secolo d.C..
Da esso prese il nome il vicus Fortunae Respicientis citato nella Base Capitolina.
Della struttura non si conserva nulla, mentre è conservato presso i Musei Capitolini il frontone in terracotta policroma, rinvenuto in via di San Gregorio sotto allo strato relativo all'incendio neroniano.

## Ubicazione
Già in passato, sulla base del fatto che nei Cataloghi regionari il tempio della Fortuna Respiciens fosse elencato tra le Curiae Veteres e il Settizonio e che l'ordine di elencazione fosse in senso orario rispetto al Palatino, si riteneva che il tempio si trovasse sul lato orientale del Palatino, tra i due monumenti citati. Anche nella già citata Base Capitolina, il vicus Fortunae Respicientis segue il vicus Curiarum, supportando tale probabile ubicazione.
Più recentemente, l'identificazione ad opera di Anselmino e Strazzulla del frontone di tempio rinvenuto al centro di via di San Gregorio nel 1878 e conservato presso i Musei Capitolini come quello del tempio della Fortuna Respiciens ha definitivamente confermato le precedenti ipotesi.
A questo tempio dovrebbero appartenere le sostruzioni sul Palatino in opus incertum risalenti al II secolo a.C. e restaurate in età imperiale, tuttora visibili